# アンゴラ解放人民運動
アンゴラ解放人民運動（アンゴラかいほうじんみんうんどう、MPLA）は、アンゴラの政党。党首に相当する議長はジョアン・ロウレンソ。独立以来、党の柱であった社会主義経済政策を放棄し、複数政党制を導入しながらも、一貫して政権の座にある。現在は社会民主主義政党の国際団体である社会主義インターナショナルに加盟している。

## 党名
- ポルトガル語ではMovimento Popular de Libertação de Angola - Partido do Trabalhoで、略称はMPLA-PT
- 英語ではPopular Movement for the Liberation of Angola - Party of Labour

## 歴史
1956年12月10日にアゴスティーニョ・ネト、マリオ・ピント・デ・アンドラーデ、ヴィリアト・ダ・クルス、アミルカル・カブラルらの知識人を主体に結成された。
1961年2月に政治犯の解放を求めてポルトガル領アンゴラの首都ルアンダの監獄を襲撃したものの蜂起は失敗に終わり、コンゴ民主共和国の首都レオポルドヴィル（現キンシャサ）に逃れた。MPLAが蜂起した2月4日はアンゴラ独立戦争の開始日とされている。
レオポルドヴィルには1961年3月のアンゴラ北部での蜂起を指導したホールデン・ロベルトの指導するアンゴラ人民同盟(UPA)も逃れており、UPAは当地で1962年4月にアンゴラ民族解放戦線（FNLA）に再編され、アメリカ合衆国やモブツの支持を得て、レオポルドヴィルにて両組織の統一を呼びかけたMPLAと敵対し、この対立からMPLAはレオポルドヴィルを追い出されてコンゴ共和国の首都ブラザヴィルに拠点を移した。1964年にはタンザニアとザンビアの支持を得て、北部のアンゴラの飛び地カビンダと、アンゴラ＝ザンビアの東部国境地帯からアンゴラの解放を開始し、1966年にジョナス・サヴィンビによって結成されたアンゴラ全面独立民族同盟(UNITA)と抗争を繰り広げながら解放区を広げ、1971年6月にはアフリカ統一機構(OAU)によってアンゴラの正統な民族解放勢力と認められた。
1974年4月25日に宗主国のポルトガルで国軍運動(MFA)が主導したカーネーション革命によってエスタド・ノヴォ体制が崩壊し、ポルトガル植民地の独立が日程に登った。共産党と結んで保守的なアントニオ・デ・スピノラ大統領を失脚させたヴァスコ・ゴンサルヴェス新首相は、1975年1月にMPLA、FNLA、UNITAのアンゴラの三解放勢力とアルヴォール協定を結び、11月11日のアンゴラ独立を認めた。しかし、1975年3月には首都ルアンダでMPLAとFNLAが衝突し、FNLAについたUNITAとMPLAとの間で抗争が始まった。北部に勢力を保っていたFNLAはザイールの直接介入を要請し、南部を中心にしていたUNITAは南アフリカ共和国のアパルトヘイト政権に直接介入を要請したため、これらと戦うためにMPLAはキューバの直接介入を要請し、キューバ軍の参戦を得て首都ルアンダ防衛に成功したMPLAは同年11月11日にアンゴラ人民共和国の独立を宣言した。1976年1月にはUNITA＝FNLAがこれに対抗して樹立させていたアンゴラ民主人民共和国の政府が置かれるウアンボを陥落させた。
独立後、アンゴラの初代大統領にはMPLAのアゴスティーニョ・ネトが就任した。1976年にマルクス・レーニン主義を打ち出していたMPLAは1977年12月の第一回党大会でMPLA労働党(MPLA-PT)に改称したが、一方で経済を再建するために人種に因われずにポルトガル系やメスティーソ（ムラート）の登用を行い、親西側的な経済政策を採用したため、1977年5月27日にはネト大統領のこのような政策に反対した親ソ派のニト・アルヴェス元内相がクーデター未遂を引き起こすなどの動きがあった。このクーデター未遂事件の収拾をきっかけにネトはMPLA内部を自派で固めることに成功し、1979年9月10日にネトが死去した後は、ジョゼ・エドゥアルド・ドス・サントスがネトの後継者となった。
MPLA政権は外交的に非同盟路線を採用しながらも、実際には経済的にソビエト連邦の、軍事的にはキューバとドイツ民主共和国（東ドイツ）の支援を受け、1979年の段階で約2万人のキューバ軍と約2,500人東ドイツ軍の部隊がアンゴラに存在した。一方、独立以来MPLA政権とUNITA＝FNLA連合とのアンゴラ内戦は続き、飛び地のカビンダではカビンダ解放戦線(FLEC)がFNLAと結んでMPLA政権への反乱を起こしていたが、MPLAは1979年までに両組織の後ろ盾となっていたザイールのモブツ政権及びフランスと国交を結んだため、両組織の勢力は減退した。
一方、南部のオヴィンブンドゥ族を支持基盤とし、南アフリカとアメリカ合衆国の支持を受けたUNITAとの戦いは泥沼化した。1976年6月には当時南アフリカに占領されていたナミビアの独立戦争の主体だった南西アフリカ人民機構(SWAPO)がルアンダに本拠地を設置し、アンゴラは南部アフリカの白人支配に対するブラックアフリカのフロントライン諸国(FLS)の一角となったが、その代償に南アフリカはMPLA政権に対する強硬姿勢を深め、1980年上半期には529回の南アフリカ軍によるアンゴラ越境攻撃が行われた他、1981年にはUNITAの支配地域がアンゴラ全土の1/3に達するなどMPLAにとっては困難な状況が続いた。南アフリカの干渉は、1988年に南アフリカ軍がキューバ＝アンゴラ連合軍に敗北したことをきっかけに急展開し、1988年12月22日にニューヨークで結ばれた協定でナミビア問題のリンケージ政策が承認され、52,000人のキューバ軍のアンゴラ撤退と、南アフリカのナミビア独立承認がリンクされた。
1991年5月にポルトガルの仲介によってMPLA政権とUNITAの和平協定が締結され、 MPLAは第二次国際連合アンゴラ検証団の監視下で行われた1992年の大統領選で49.57%の得票を、議会選では53.74%の得票を得て129議席を獲得したが、第二党となることを拒否したUNITAのサヴィンビ議長は支持基盤のウアンボに戻った後、同年10月に内戦を再開させた。1993年にUNITAはルンダ・ノルテ州のダイヤモンド鉱区を占領し、1994年11月20日に締結された和平のためのルサカ停戦合意後も以降ダイヤモンド収入を元手に紛争を続けたが、2002年にサヴィンビ議長が暗殺されたことをきっかけに、MPLAはUNITAと和平協定を締結し内戦は終結した。
2008年議会選挙では81.64%の得票で220議席中の191議席を獲得し圧倒的な勝利を収めたが、以降は選挙のたびに得票率と議席数を減らしており、2022年議会選挙では得票率51.17％、124議席と過半数の111議席をかろうじて上回る水準に留まっている。

## 著名な党員
- ニト・アルヴェス - 初代政権で内務大臣となるも、親ソ連クーデターに失敗したため失脚。
- マリオ・ピント・デ・アンドラーデ - 創設メンバーの一員
- ジョアン・ベルナルド・デ・ミランダ - 運動中はプロパガンダ方面で活躍。現外務大臣。
- ジョゼ・エドゥアルド・ドス・サントス - 第2代アンゴラ大統領。
- アゴスティニョ・ネト - 医師、初代議長、初代アンゴラ大統領。
- ペペテラ - 作家。MPLAの一員として解放闘争に参加した体験をもとに小説『マヨンベ』を執筆。

## 脚註
1. ↑  小川編著(2010:275)
2. 1 2  星、林(1978:262)
3. ↑  神戸(1987:214)
4. ↑  神戸(1987:217)
5. ↑  星、林(1978:263)
6. ↑  神戸(1987:218-220)
7. ↑  神戸(1987:220-223)
8. ↑  神戸(1987:225)
9. ↑  神戸(1987:226)
10. ↑  星、林(1978:264)
11. ↑  神戸(1987:226-227)
12. ↑  青木(1989:234)
13. 1 2  青木(1984:115-117)
14. ↑  青木(1984:118)
15. ↑  青木(1984:119-120)
16. ↑  青木(1984:113-114,122-124)
17. ↑  青木(1984:124-129)
18. ↑  青木(1989:244-245)
19. ↑  トンプソン/宮本、吉國、峯、鶴見訳(2009:416)
20. ↑  青木(1997:28-32)
21. ↑  青木(1997:37-44)
22. ↑  "Angolan ruling party gains about 82% of votes in legislative race" XINHUANEWS(2008-09-17 15:11:47)。2010年9月6日閲覧。
23. ↑  “議会選で与党MPLA、前回より議席減らすも勝利”. 日本貿易振興機構. (2021年9月1日) 2023年12月28日閲覧。